# Chinese toverhazelaar
De Chinese toverhazelaar (Hamamelis mollis) is een sierstruik uit de familie Hamamelidaceae, waarvan de bloemen geuren. De soort komt van nature voor in Centraal- en Oost-China, in Anhui, Guangxi, Hubei, Hunan, Jiangxi, Sichuan en Zhejiang.
Er zijn veel cultivars in de handel, die verschillen op bloemkleur, bloemgrootte, struikgrootte en -vorm. Ze worden meestal vermeerderd door te enten op de Amerikaanse toverhazelaar als onderstam
De struik kan ongeveer 3 m hoog worden. De kale twijgen zijn schuin opgaand. De ovale, 8–15 cm lange en 6–10 cm brede, donkergroene bladeren zijn aan de bovenzijde licht en aan onderzijde dicht behaard met sterharen. De bladsteel is 6–10 mm lang. De herfstkleur van de bladeren is geel tot geeloranje.
De Chinese toverhazelaar bloeit van december tot in maart. De in clusters zittende bloemen hebben 4 meeldraden en zijn meestal geel. De lintvormige bloemblaadjes zijn 15 mm lang.
De vrucht is een 12 mm lange doosvrucht, die pas een jaar na de bestuiving rijp is. De top van de doosvrucht explodeert dan open, waarna twee glimmend zwarte zaden tot 10 m ver weggeschoten worden.

## Cultivars
Enkele cultivars zijn:
| Cultivar                           | Bloemkleur  | Bloeitijd        |
| Hamamelis mollis 'Boskoop'         | lichtgeel   | december-januari |
| Hamamelis mollis 'Brevipetala'     | oranjegeel  | februari         |
| Hamamelis mollis 'Coombe Wood'     | goudgeel    |                  |
| Hamamelis mollis 'Goldcrest'       | diepgeel    | februari         |
| Hamamelis mollis 'James Wels'      |             |                  |
| Hamamelis mollis 'Jermyns Gold'    | geel        |                  |
| Hamamelis mollis 'Pallida'         | geel        |                  |
| Hamamelis mollis 'Pengo'           | rood        |                  |
| Hamamelis mollis 'Princeton Clone' |             |                  |
| Hamamelis mollis 'Superba'         | bruinoranje | december-januari |

## In andere talen
- Duits: Chinesische Zaubernuss
- Engels: Chinese witch hazel
- Frans: Hamamélis de Chine